# L'Ariane
Pour les articles homonymes, voir Ariane.
L’Ariane ou Ariane-Le Manoir est un quartier situé à cheval entre les villes françaises de Nice et Saint-André-de-la-Roche, sur la rive droite du Paillon. Situé à l'extrémité nord-est de Nice, il a été principalement urbanisé durant les années 1960 et 1970, en remplacement d'anciens hameaux ruraux. 
Il compte près de 12 000 habitants en 2018, sur une surface de 35 hectares. Bien que principalement composé de grands ensembles sociaux, le quartier présente un habitat relativement divers, avec des logements privés et maisons individuelles. 
Rencontrant des problèmes de pauvreté, d'exclusion et d'insécurité importants, il est classé quartier prioritaire de la politique de la ville, l'un des plus importants de la ville, devant Les Moulins. Il fait ainsi l'objet de projets de rénovation de l'ANRU depuis 2007, qui l'a classé « d'intérêt national ».

## Situation

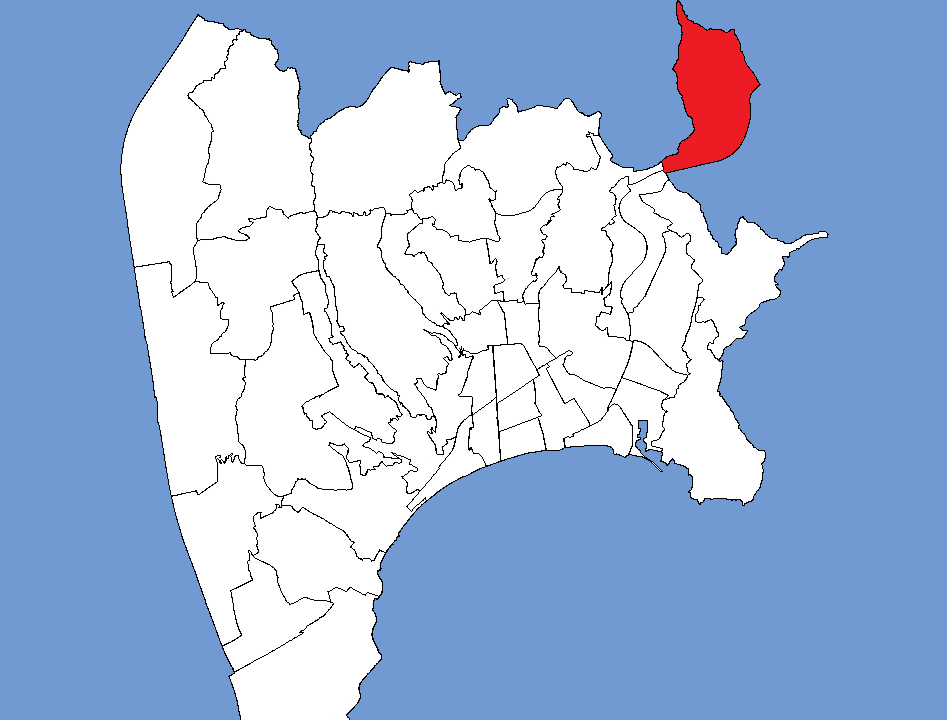
Localisation du quartier au sein de la ville.

Le quartier de l'Ariane est situé à l'extrémité nord-est de la ville de Nice, avec une partie située dans la commune de Saint-André-de-la-Roche et à proximité de La Trinité. Il se trouve à environ six kilomètres du centre-ville de Nice. 
Le quartier est implanté entre les berges du Paillon et la colline du Tripode, formant un arc de cercle autour du boulevard de l'Ariane. 
Immédiatement au sud du quartier, en aval sur l'autre rive du fleuve, se trouvent d'autres quartiers populaires : Pasteur, Bon-Voyage, Liserons et Hauts de Saint-Roch. Ils sont réunis en tant que quartier prioritaire sous le nom « Paillon » avec une population équivalente à l'Ariane. 

## Urbanisation

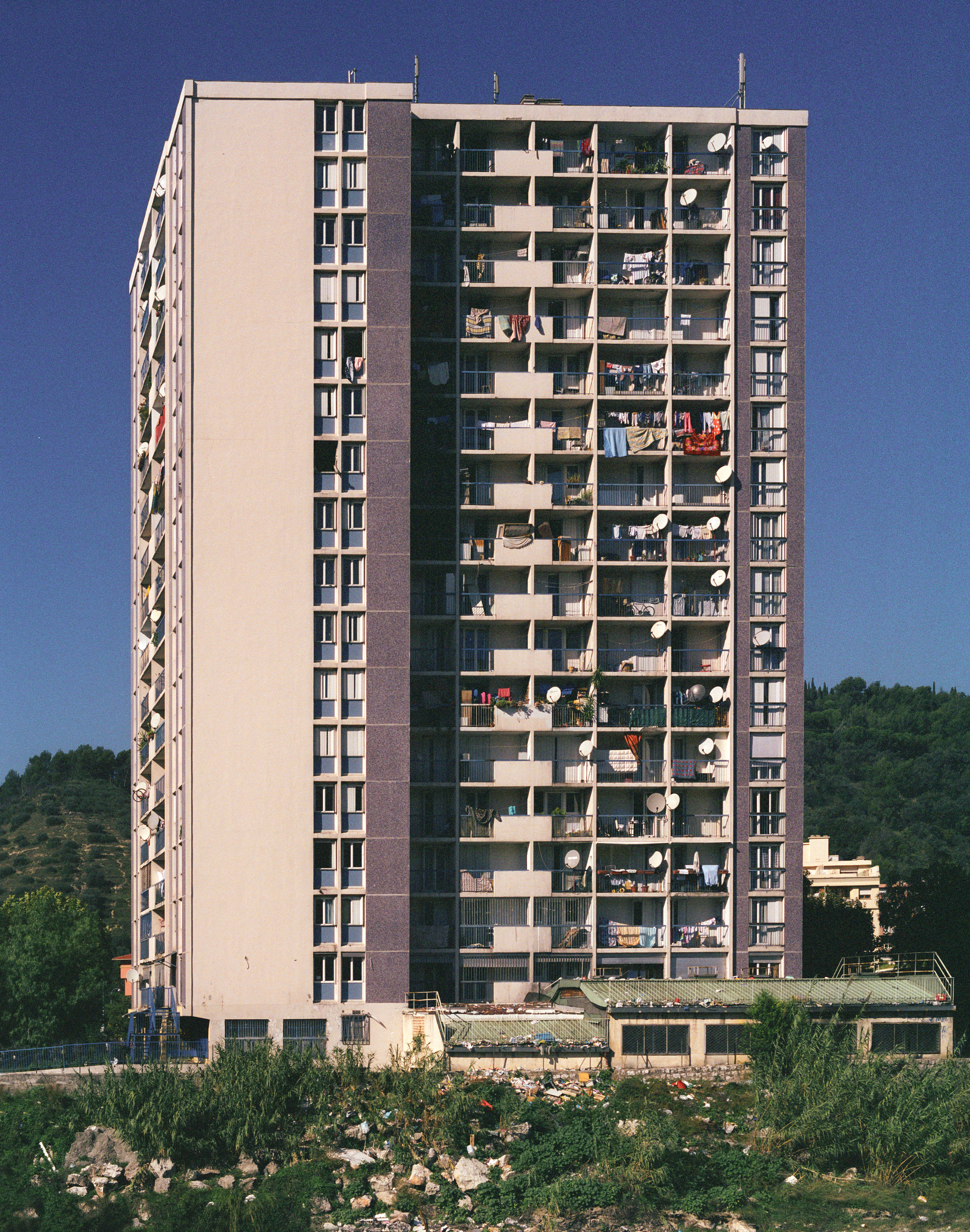
Tour de l'Ariane-Paillon.

Les premières implantations humaines sur le territoire de l'Ariane remonteraient au XIe siècle. Le lieu vit des activités agricoles qui se développent à partir du XVIe siècle, profitant de terres fertiles à proximité, ainsi que de l'artisanat permis par la présence de moulins à farine et huile ainsi que des tanneries, qui bénéficient de la proximité du fleuve le Paillon, depuis recouvert dans sa partie urbaine. Un hameau s'implante alors autour de la chapelle Saint-Pierre,.
En 1844, le quartier compte près de 500 habitants vivant dans de petites maisons rurales. Comptant environ un millier d'habitants en 1936, le quartier va surtout se développer durant les Trente Glorieuses. Les premières constructions de grands ensembles se déroulent durant les années 1950, avant de s’amplifier durant les années 1960 et 1970. Elles contribuent à décupler la population du quartier, qui dépasse alors les 10 000 habitants. L'Ariane contribue d'abord à reloger les rapatriés Français d'Algérie au début des années 1960, avant d’accueillir des travailleurs immigrés,. 
En 1962, Les Anémones est l'une des premières résidences achevées au nord de l'avenue Émile Ripert, avec trois immeubles pour 144 logements sociaux, dans le centre du quartier. À proximité, l'ilot Saint-Pierre constitue le plus important ensemble de quartier, avec 454 logements.

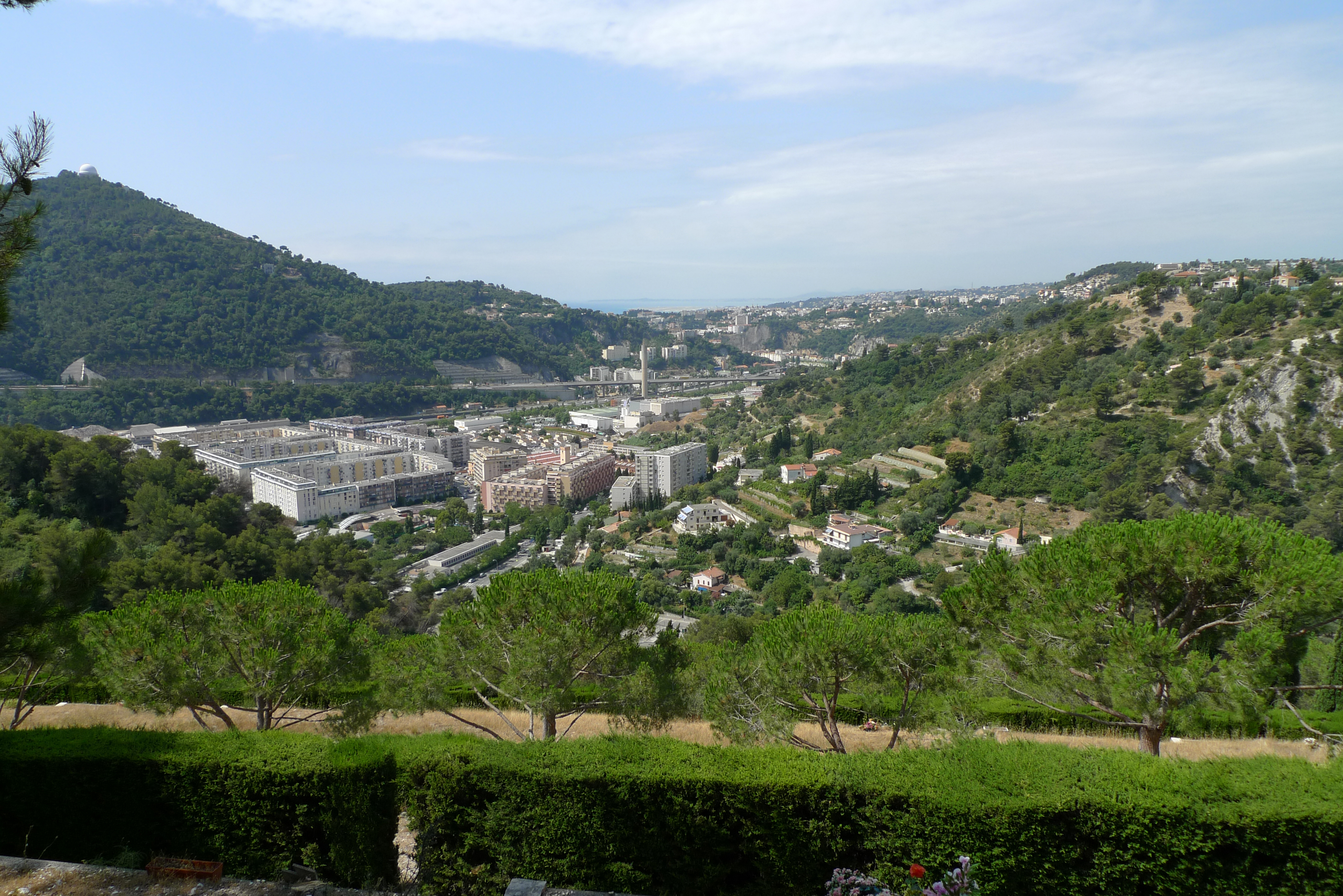
Sud-ouest du quartier, en 2009.

Dans le nord du quartier, la résidence des Amandiers est achevée en 1966 avec huit étages et 36 logements. Le plus important ensemble immobilier du secteur est construit entre 1968 et 1971 : la résidence Ariane Paillon compte 341 logements sociaux répartis dans six immeubles, dont deux tours de 15 et 16 étages, entre le boulevard de l'Ariane et les berges. 
Le sud-ouest du quartier est le dernier aménagé. En 1975, une barre d'immeuble de 140 mètres de long nommée « Les Pléiades » est achevée sur la rue du Comte Vert Amédée VI, avec 161 logements sur huit étages et commerces en rez-de-chaussée. Plus à l'ouest, des barres similaires forment deux carrés fermés, avec cours intérieures et parkings.

## Rénovation urbaine

### Premiers projets

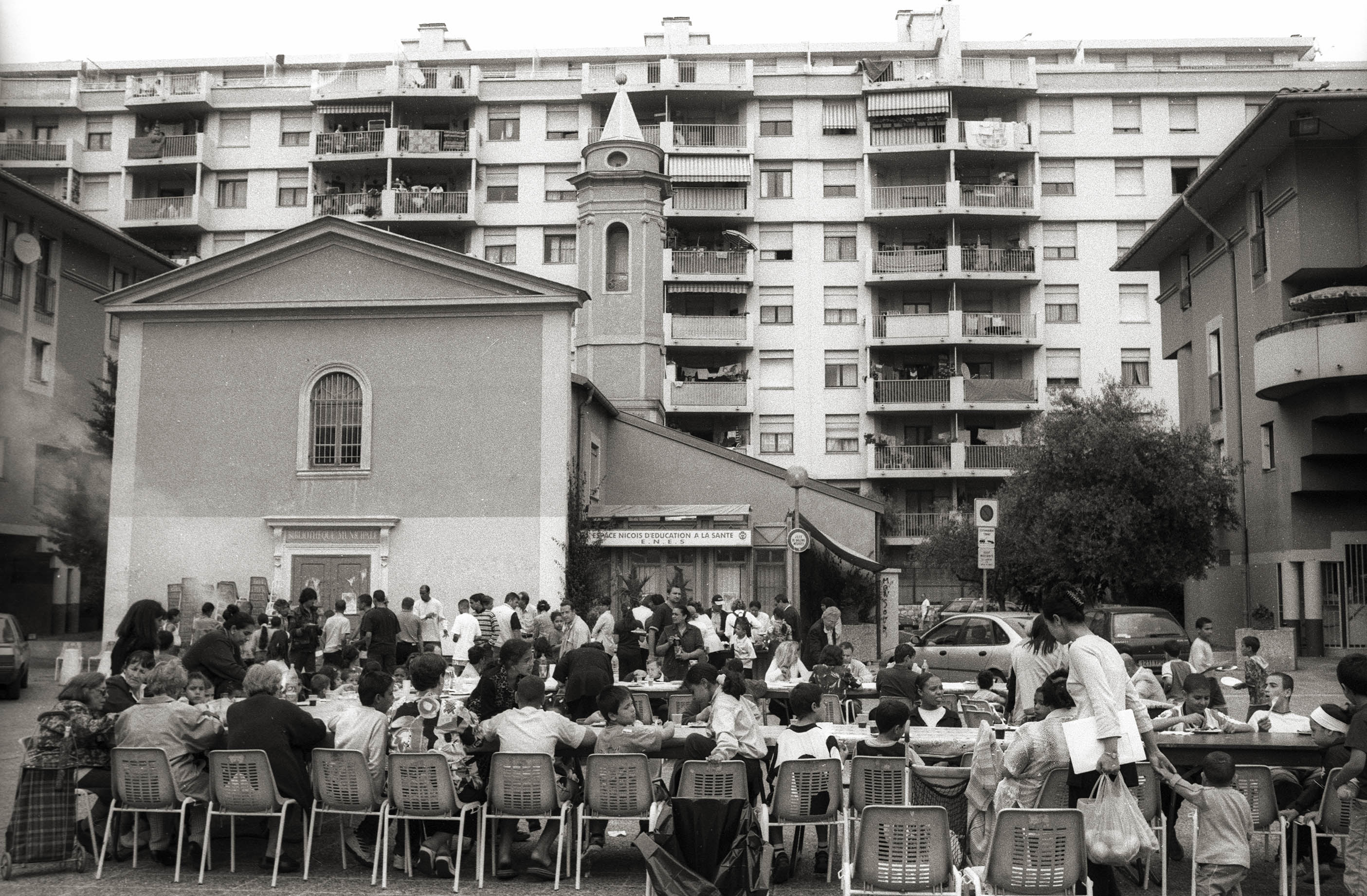
Ancienne chapelle Saint-Pierre, place des Sitelles.

Dès les années 1980, l'Ariane fait partie de seize quartiers français concernés par le programme expérimental « développement social des quartiers ». Il bénéficie à ce titre du onzième plan État-région de 1984 à 1989, aboutissant à la création d'une halte-garderie et d'une bibliothèque au sein de l'ancienne chapelle Saint-Pierre, en plus du théâtre Lino Ventura, inauguré en 1992 avec une capacité de 700 spectateurs,. 
Le quartier devient une zone franche urbaine en 1997, tandis qu'un commissariat de police et un cantonnement de CRS sont installés dans le cœur du quartier au début des années 2000. En 1995, le sénateur niçois José Balarello avait réclamé au gouvernement l'implantation de ces équipements face à la hausse de l'insécurité. 

### Premier programme de rénovation (2007-2016)
Avec la création de l'Agence nationale pour la rénovation urbaine (ANRU) en 2004, l'Ariane va commencer à bénéficier de l'aide de l’État, et un programme est mis sur pied pour la période 2007-2016, avec un budget de 162 millions d'euros. Entre 2008 et 2010, près de 170 nouveaux logements sociaux sont construits au sein de quatre résidences, dont trois situées dans le nord du quartier.
En 2009, l'intérieur de la résidence des Anémones est modernisé, puis ses façades sont rénovées et embellies en 2012. À proximité, l'ilot Saint-Pierre et ses 454 logements sociaux sont intégralement démolis en 2009 et 2010, et remplacés en 2012 par quatre résidences plus petites, comptant 230 logements dont 50 privés. L'ensemble comprend également des commerces et services publics, dont une nouvelle bibliothèque municipale, remplaçant celle de la chapelle Saint-Pierre.
En 2016, la plus haute tour de seize étages de la résidence Ariane Paillon est démolie au grignotage, soit 96 logements, alors que le reste de l'ensemble est rénové. Au total, 351 logements sont réhabilités. La refonte de la place des Sitelles est comprise dans le programme, mais finalement repoussée pour le second programme de renouvellement.

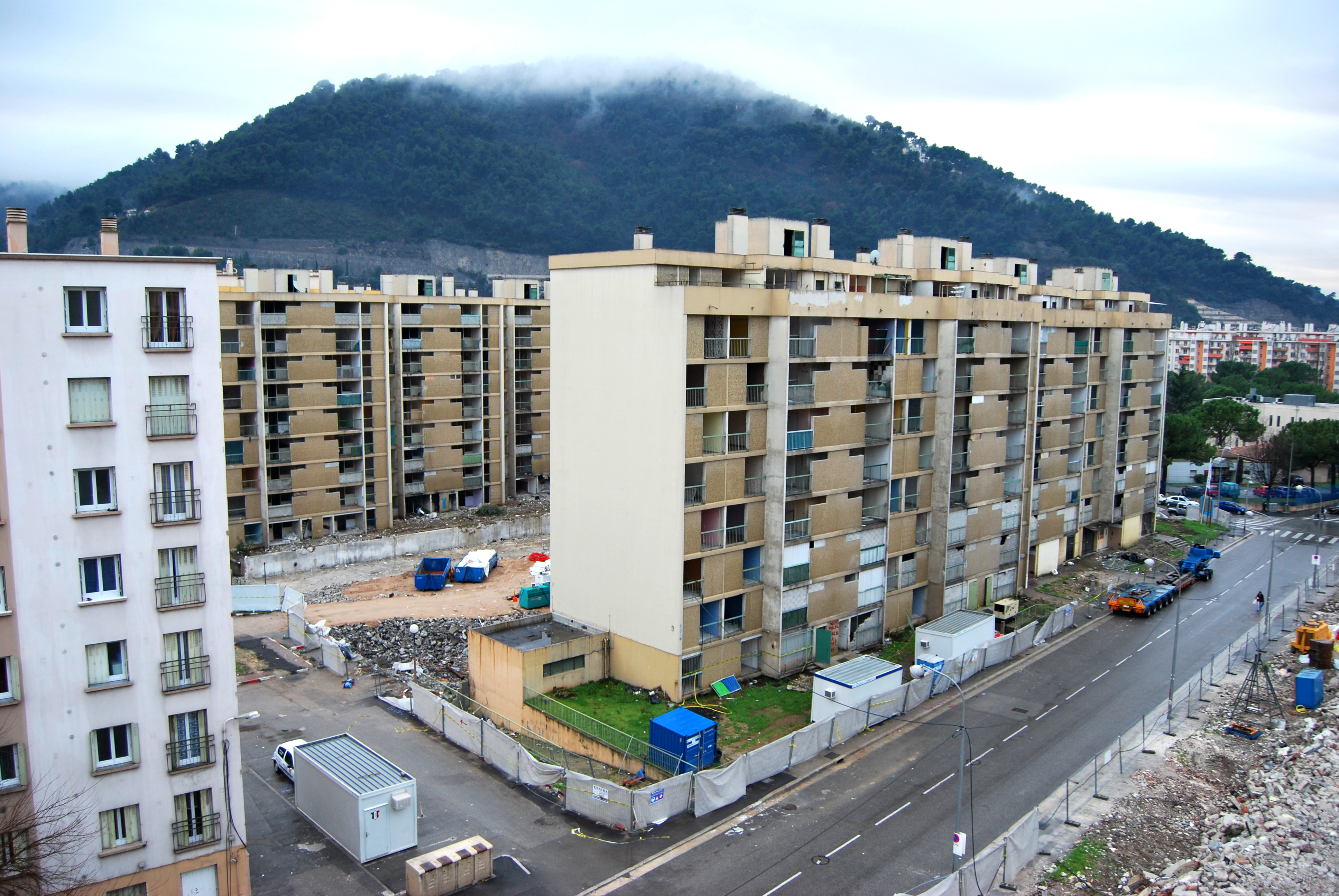
Démolition de l'ilot Saint-Pierre en janvier 2010.
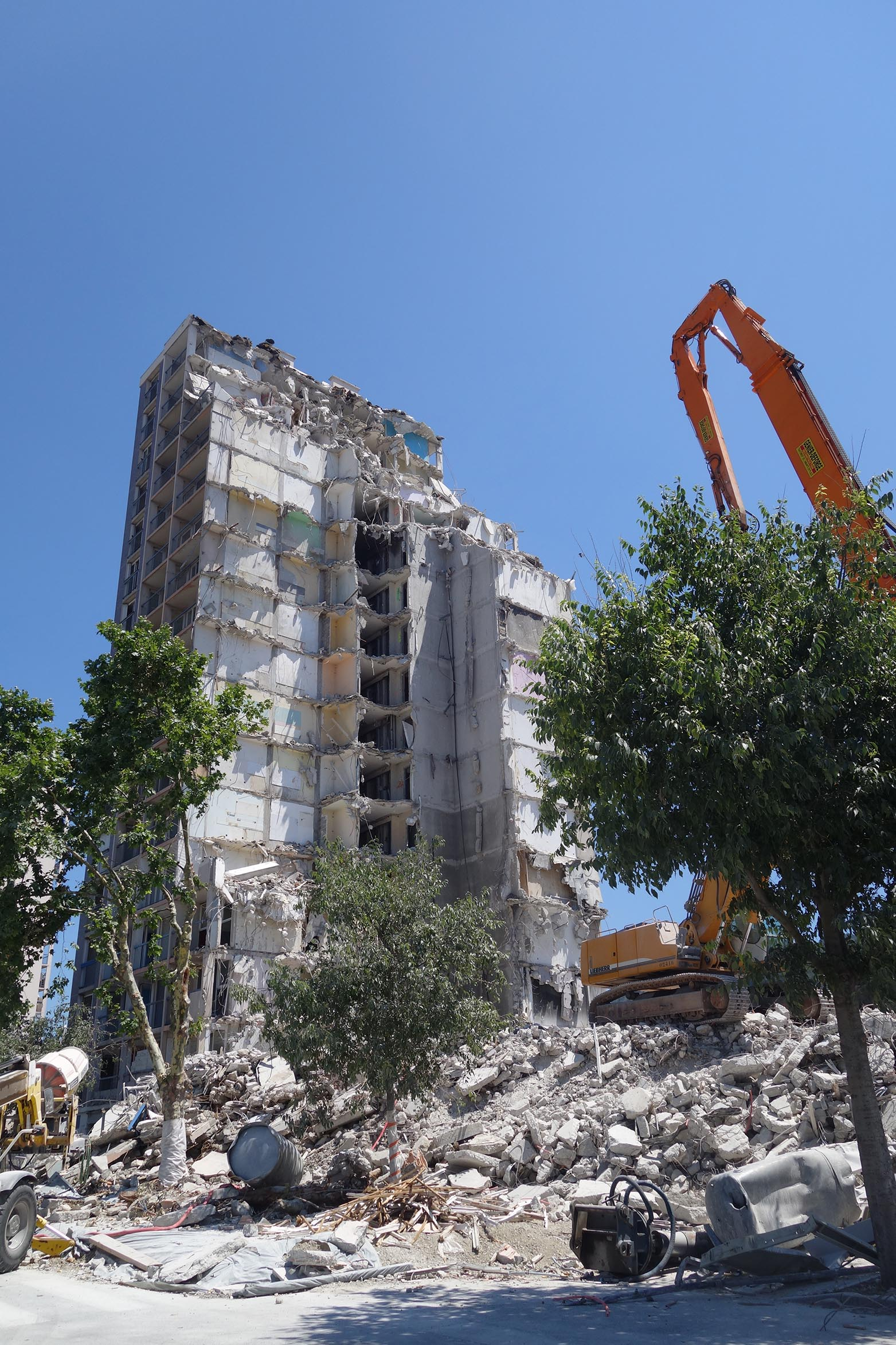
Démolition de la tour.
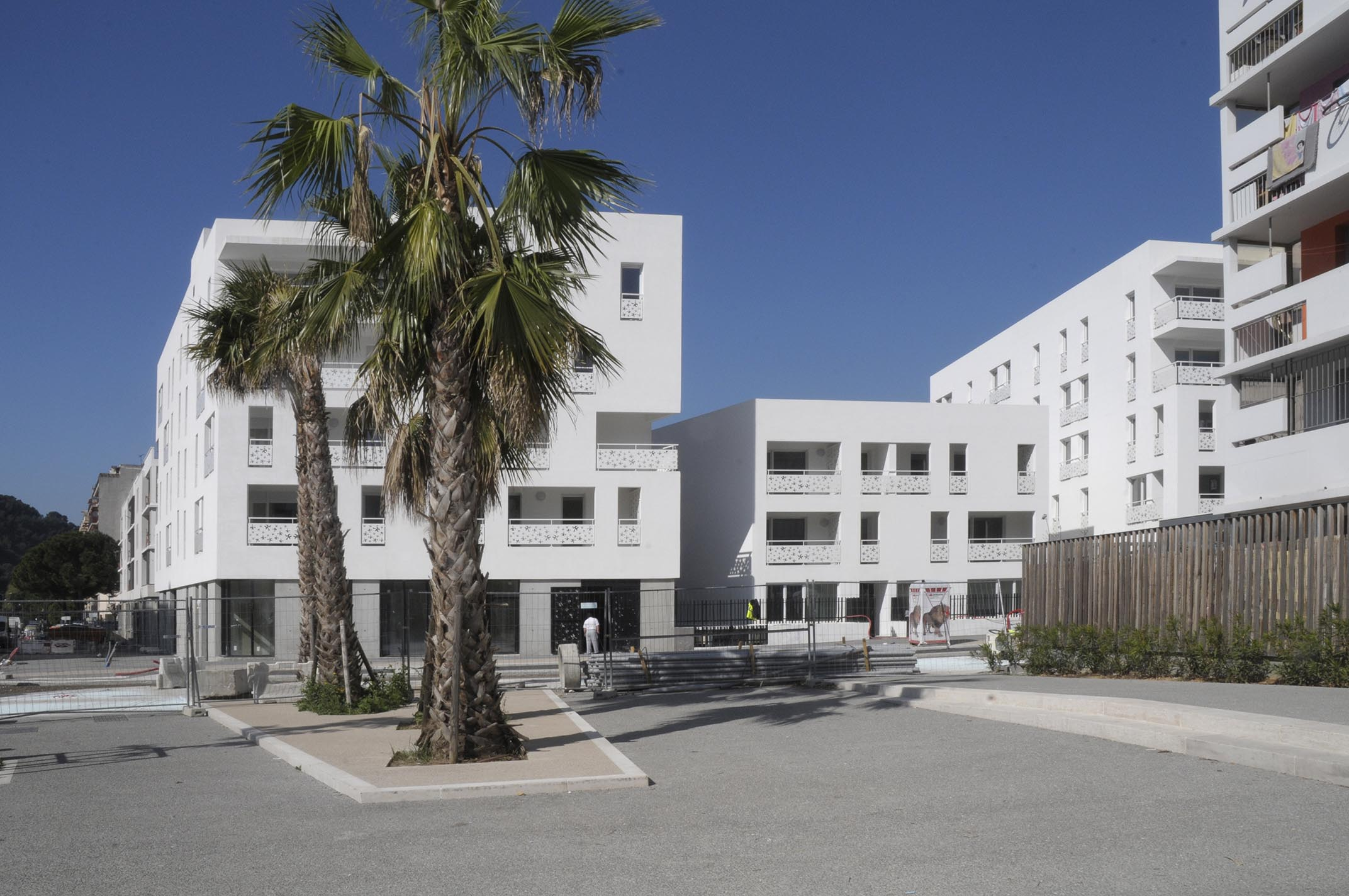
Nouvelle résidence Saint-Pierre, en 2014.

### Second programme de renouvellement (2019-2030)

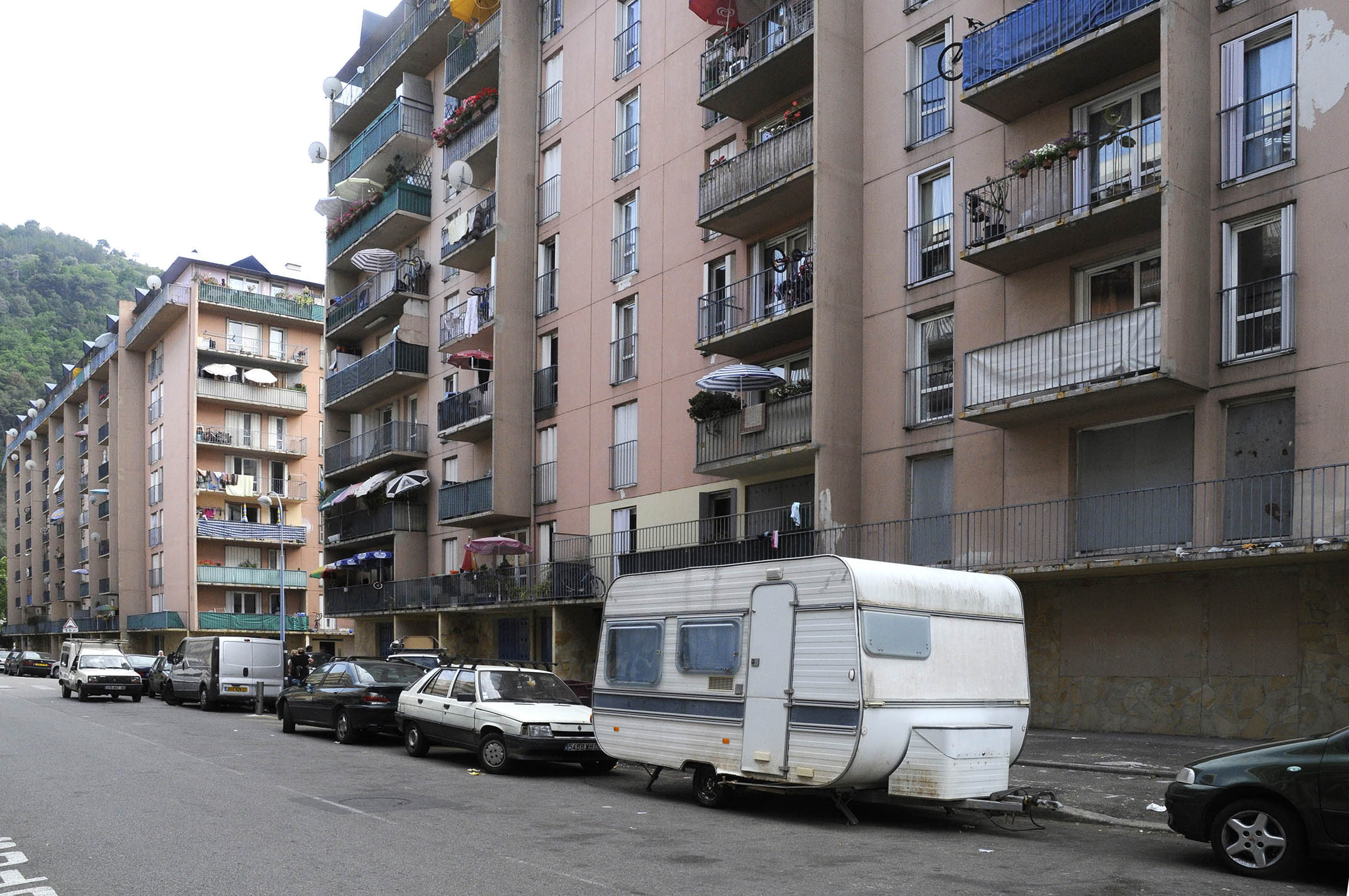
Immeubles voués à la destruction, rue Guiglionda de Sainte-Agathe.

En 2019, la ville et l’État se mettent d'accord sur le second programme de renouvellement urbain, censé durer au moins dix ans, alors que l'Ariane est déclaré d'« intérêt national » par l'ANRU. Cependant, les violences de l'été 2020 incitent le maire Christian Estrosi à demander une aide supplémentaire de l’État et présente un projet « plus ambitieux », avec notamment plus de destructions de logements. Le projet prévoit la destruction des deux résidences sociales à l'ouest de la rue Guiglionda de Sainte-Agathe, soit 326 logements. Ils seront remplacés par 120 logements privés, tandis que le lotissement des Chênes-Blancs sera réhabilité. 
La place des Sitelles devrait être transformée, se voyant prolongée jusqu'aux berges du Paillon, le tout avec de nouveaux équipements et plus d'espaces verts. Un nouveau complexe scolaire primaire sera créé sur la place, avec onze classes. Enfin, le square Lecuyer se verra réaménagé avec l'installation d'une crèche de 80 places.

## Population

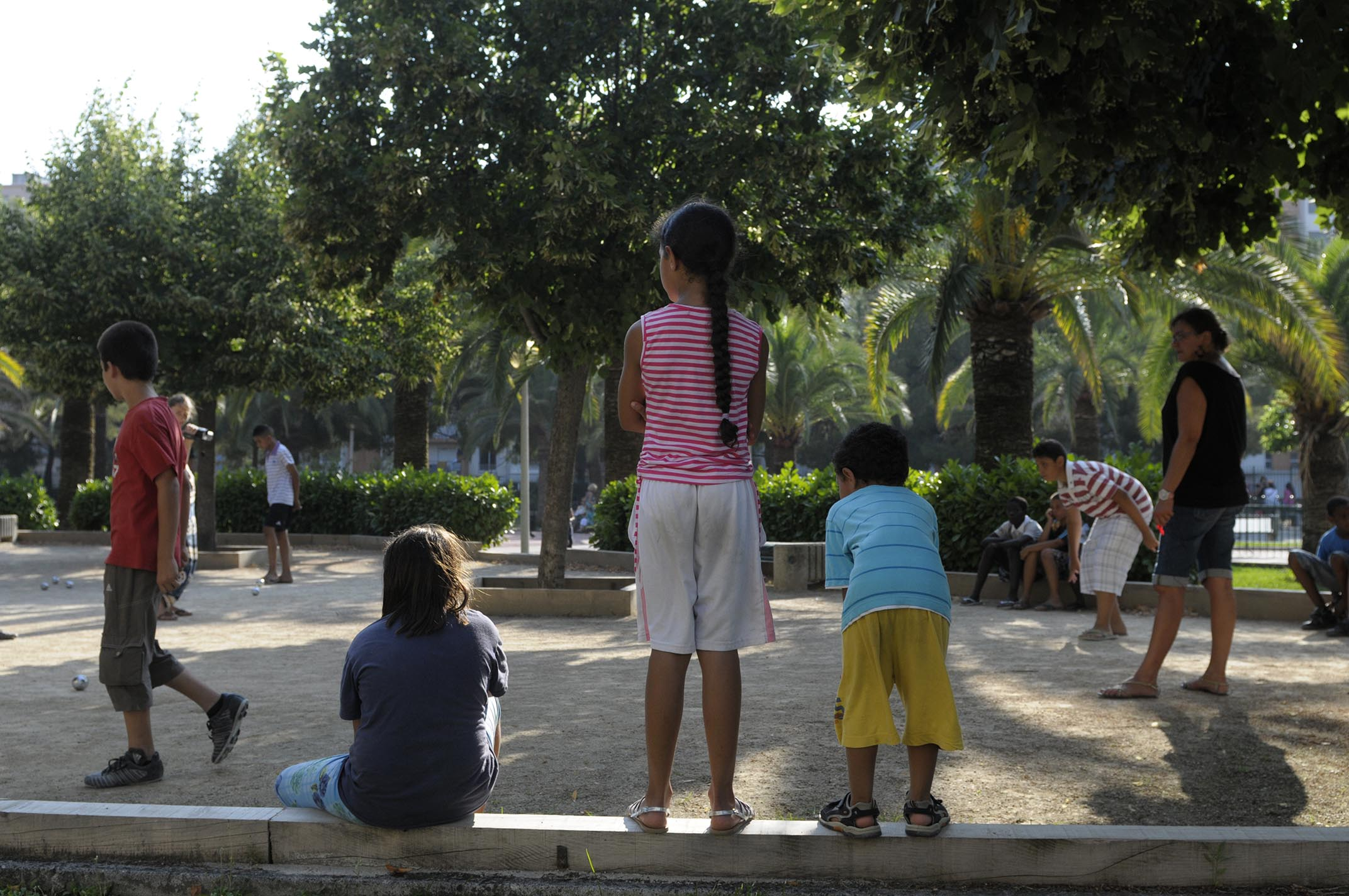
Habitants du quartier au parc Jacques Lecuyer, en 2010.

Le quartier de l'Ariane a toujours été le lieu de résidence de populations aux origines très diverses. Les premiers arrivants sont des immigrés italiens originaires du Piémont voisin. Le début des années 1960 marque l'arrivée des nombreux pieds-noirs et harkis évacués d'Algérie à la fin de la guerre. Beaucoup vont ensuite quitter le quartier pour laisser place à de nouveaux arrivants, notamment des Maghrébins ou des Gitans, certains de ces derniers s'étant sédentarisés dans le lotissement des Chênes-Blancs, construit en 1988,.
Le quartier présente une population généralement jeune, rencontrant souvent d'importantes difficultés sociales. Il compte 11 800 habitants en 2018, dont 44 % ont moins de 25 ans et vivent à Nice, sauf 5 % à Saint-André-de-la-Roche. Un ménage compte en moyenne 2,4 personnes, tandis que 21 % des foyers sont des familles monoparentales et 18 % des couples avec trois enfants ou plus. 
Le taux de pauvreté s'inscrit à 46 % de la population, contre 21 % pour l'ensemble de la ville de Nice et 43,5 % pour la moyenne des quartiers prioritaires français. Les revenus médians des ménages par unité de consommation atteignent 1 120 euros par mois en 2018, contre 1 690 pour la commune de Nice. Les revenus des habitants du quartier sont constitués à 57 % de revenus du travail, 27 % de prestations sociales et le reste essentiellement de pensions de retraite. Près de 56 % des logements sont sociaux, contre seulement 13 % pour la commune, loin du seuil minimal de 20 % requis par la loi SRU.

## Criminalité

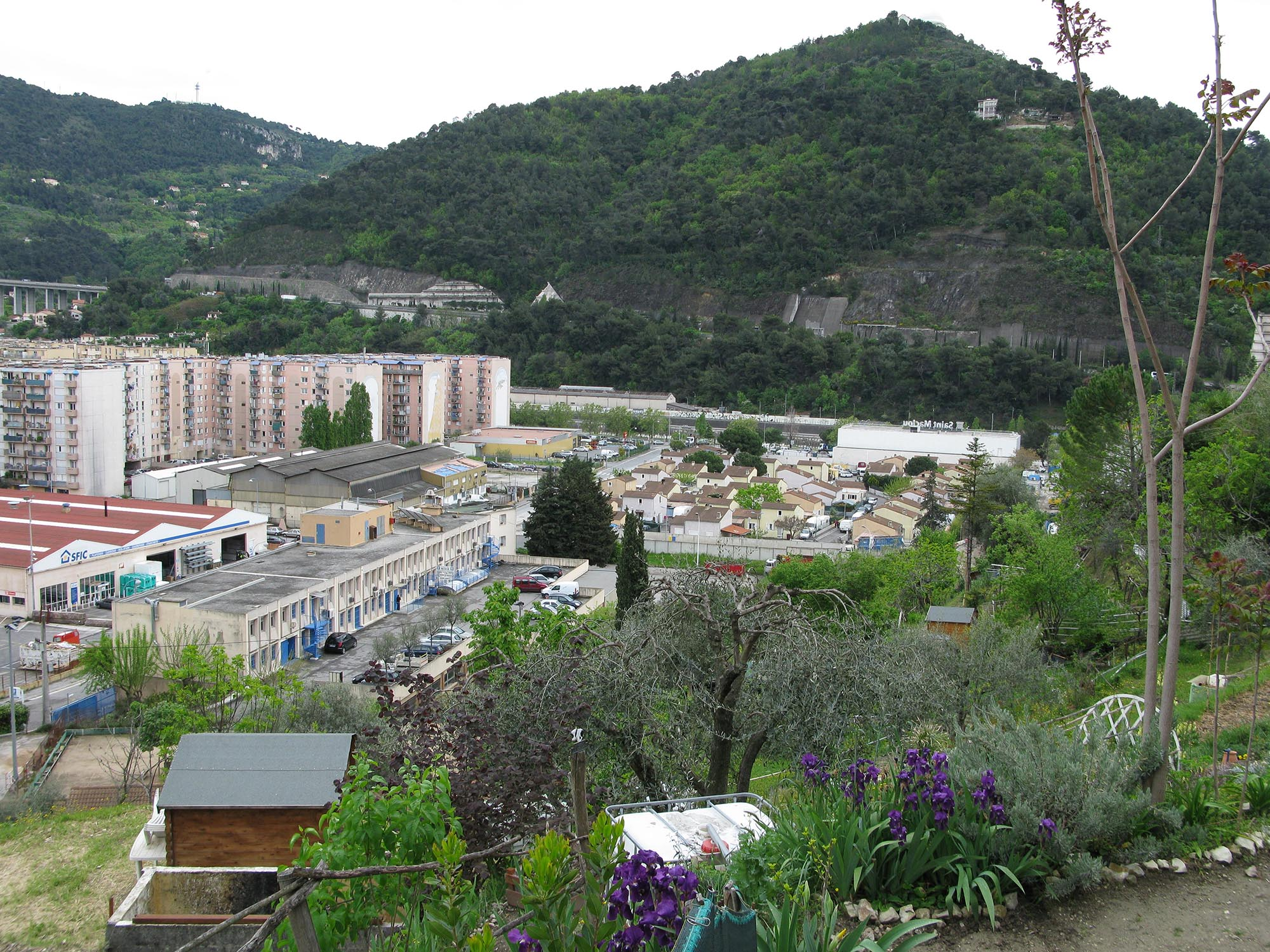
Sud de l'Ariane et lotissement des Chênes-Blancs, en 2009.

Classé zone de sécurité prioritaire, le quartier de l'Ariane rencontre des problèmes d'insécurité récurrents, liés au trafic de drogues, à des conflits communautaires ou à des rivalités entre quartiers, comme avec Pasteur ou Les Moulins. Le manque d'emplois à proximité du quartier, ainsi qu'un phénomène de ghettoïsation, ont notamment contribué à cette situation. En effet, la réhabilitation du centre-ville au milieu des années 1970 a conduit à l'« entassement » des populations les plus précaires vers des quartiers excentrés, alors que les logements sociaux manquent à Nice et sont particulièrement mal répartis, concentrés dans quelques quartiers seulement. 
Le nord du quartier est réputé plus dur, alors que le trafic de drogue y est enraciné. Les règlements de compte entre gangs rivaux y sont régulièrement meurtriers. En décembre 2008, un ancien trafiquant est abattu dans le sud du quartier, probablement dans le cadre d'une compétition, son avocat accusant des « jeunes qui sont très pressés, qui peuvent tuer pour quelques euros et qui n'ont peur de rien et de personne ». Ces fusillades ont également produit des victimes collatérales, comme le policier Georges Janvier, tué par une balle perdue le 3 janvier 1995 lors d'une rixe entre jeunes maghrébins et gens du voyage, ou une éducatrice tuée par des « tirs de joie » quelque temps auparavant,. 
Pour lutter contre la petite délinquance ou l'insécurité du quotidien, l’État a mis en place en 2021 une patrouille de prévention, constituée d'éducateurs spécialisés en protection de l'enfance et de médiateurs chargés de résoudre les conflits. Active la nuit et les week-ends, la patrouille rencontre de jeunes habitants du quartier, notamment dans le but d'éviter leur « recrutement » par des trafiquants. En contrepartie de ces difficultés, ce quartier à l'identité affirmée présente un important réseau associatif et sportif, ainsi que de forts liens de solidarité entre les habitants.

## Éducation

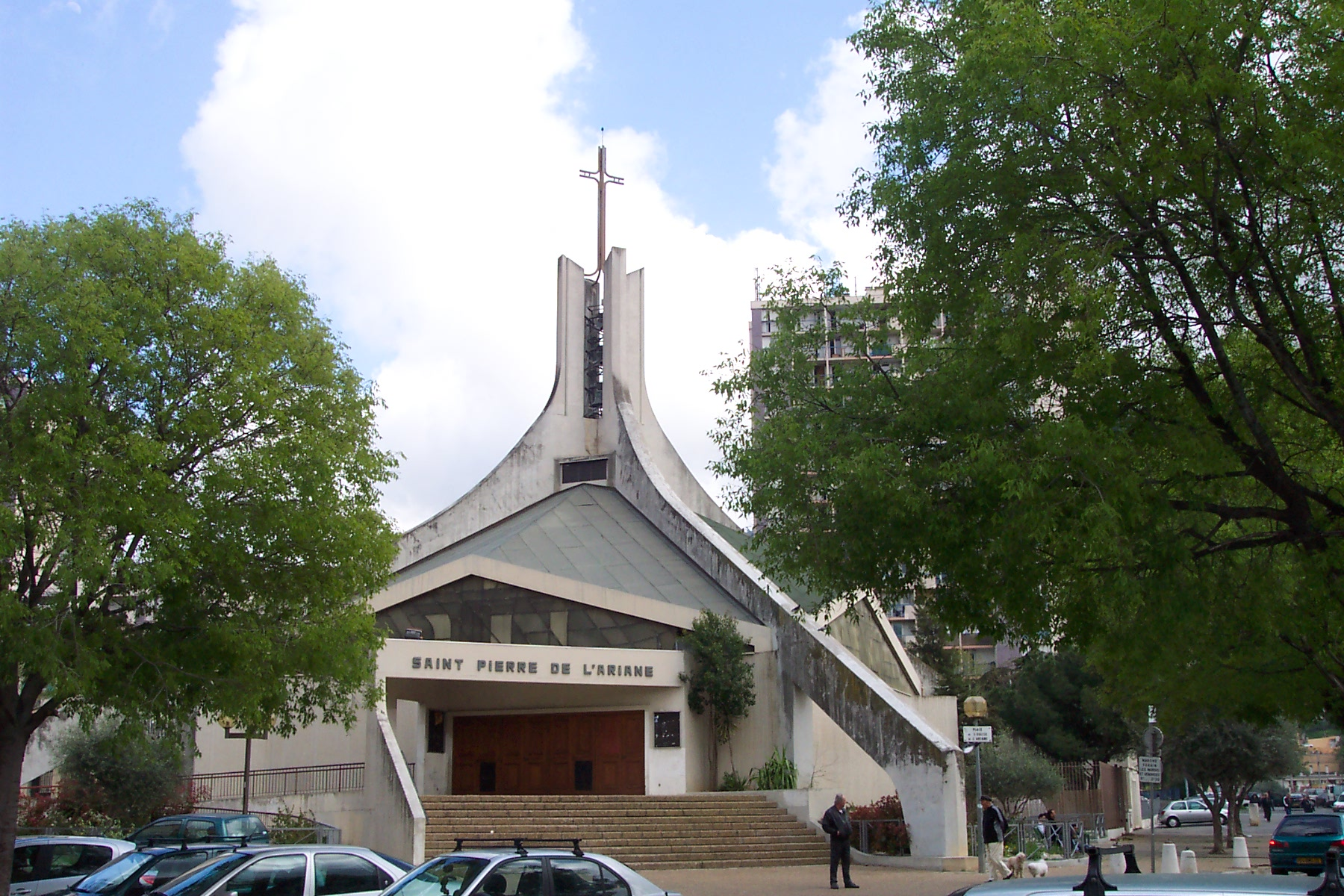
Église Saint-Pierre de l'Ariane.

L'Ariane est plutôt bien dotée en infrastructures scolaires, puisque de l'école maternelle jusqu'au collège, l'on peut étudier dans le quartier. Dans le nord du quartier se trouve un vaste complexe scolaire inauguré en 1965, comprenant les écoles maternelles Ariane Muriers et Lauriers Roses pour un total de 370 élèves en 2022, ainsi que les écoles élémentaires Prévert et Piaget pour presque 600 élèves. Dans le centre, l'école maternelle ouverte en 1977 Ariane Mésanges compte près de 200 élèves. Au pied de la colline du Tripode, les écoles élémentaires Cassin et Pagnol scolarisent plus de 700 élèves en 2022,. Un peu plus au sud, l'école maternelle Val d'Ariane, construite en 1971, compte près de 150 élèves. Tous ces établissements sont classés REP+. 
Ouvert en 1972, le collège Maurice Jaubert accueille près de 750 élèves en 2022. Classé prioritaire renforcé également, il propose l'anglais, l'espagnol et l'italien en langues étrangères et son taux de réussite au brevet a varié de 56 à 75 % entre 2006 et 2020.
En 2015, le collège privé musulman Avicenne a ouvert dans le nord du quartier. Malgré l'opposition du maire Christian Estrosi, la préfecture des Alpes-Maritimes en autorise l'ouverture, estimant que les obligations du Code de l'éducation ont été respectées. En 2019, il compte 89 élèves. 